# Alex Oriakhi
Alex Oriakhi, né le 21 juin 1990 à Lowell (Massachusetts), est un joueur américain de basket-ball. Il évolue au poste de pivot.

## Carrière
Oriakhi commence sa carrière universitaire aux Huskies du Connecticut en 2009. Les Huskies, avec des joueurs comme Kemba Walker, Jeremy Lamb, Shabazz Napier, et les Allemands Niels Giffey et Enosch Wolf remportent le titre NCAA en 2011. Pour son année senior, Oriakhi change d'université à la suite de problèmes de UConn avec la NCAA et rejoint les Tigers du Missouri. En juin 2013, il est drafté par les Suns de Phoenix en 57e position.
Oriakhi part jouer en Europe où il rejoint le Limoges CSP. Avant le début de la saison, l'entraîneur du CSP, Jean-Marc Dupraz juge négativement Oriakhi qui a du mal à trouver sa place dans les systèmes de jeu et au rebond. En octobre, il est encore critiqué par l'entraîneur pour ses faiblesses défensives dues à une incompréhension du jeu.
Oriakhi est licencié par Limoges début novembre à cause de ses mauvaises performances (2,8 points et 1,8 rebond de moyenne pour 7 minutes de jeu) et remplacé par Eric Williams. Il part ensuite jouer en première division israélienne avec le Hapoël Holon,. Il n'y joue cependant que 4 rencontres et repart aux États-Unis jouer en NBDL pour les BayHawks d'Érié puis le Skyforce de Sioux Falls. En septembre 2014, il signe un contrat avec le club lituanien de BC Pieno žvaigždės.